# Petrenko-Krittschenko-Piperidonsynthese
Die Petrenko-Krittschenko-Piperidonsynthese ist eine Namensreaktion in der Organischen Chemie. Die Reaktion ist benannt nach ihrem Entdecker, dem russischen Chemiker Pawel Iwanowitsch Petrenko-Krittschenko (1866–1944). Sie zählt zu den Multikomponentenreaktionen und kann auch als doppelte Mannich-Reaktion betrachtet werden.

## Übersichtsreaktion
Ein Acetondicarbonsäureester (1) (R1 = CH3, C2H5)  reagiert mit einem Aldehyd (2)  (R2 = H, Aryl etc.) und einem primären Amin (3) (R3 = Alkyl, Aryl) zu einem Piperidon (4):
Statt des primären Amins 3 kann auch Ammoniak (R3 = H) als stickstoffhaltige Komponente eingesetzt werden.

## Reaktionsmechanismus
Nachfolgend wird ein möglicher Reaktionsmechanismus dargestellt: